# Palazzo Antonio Doria

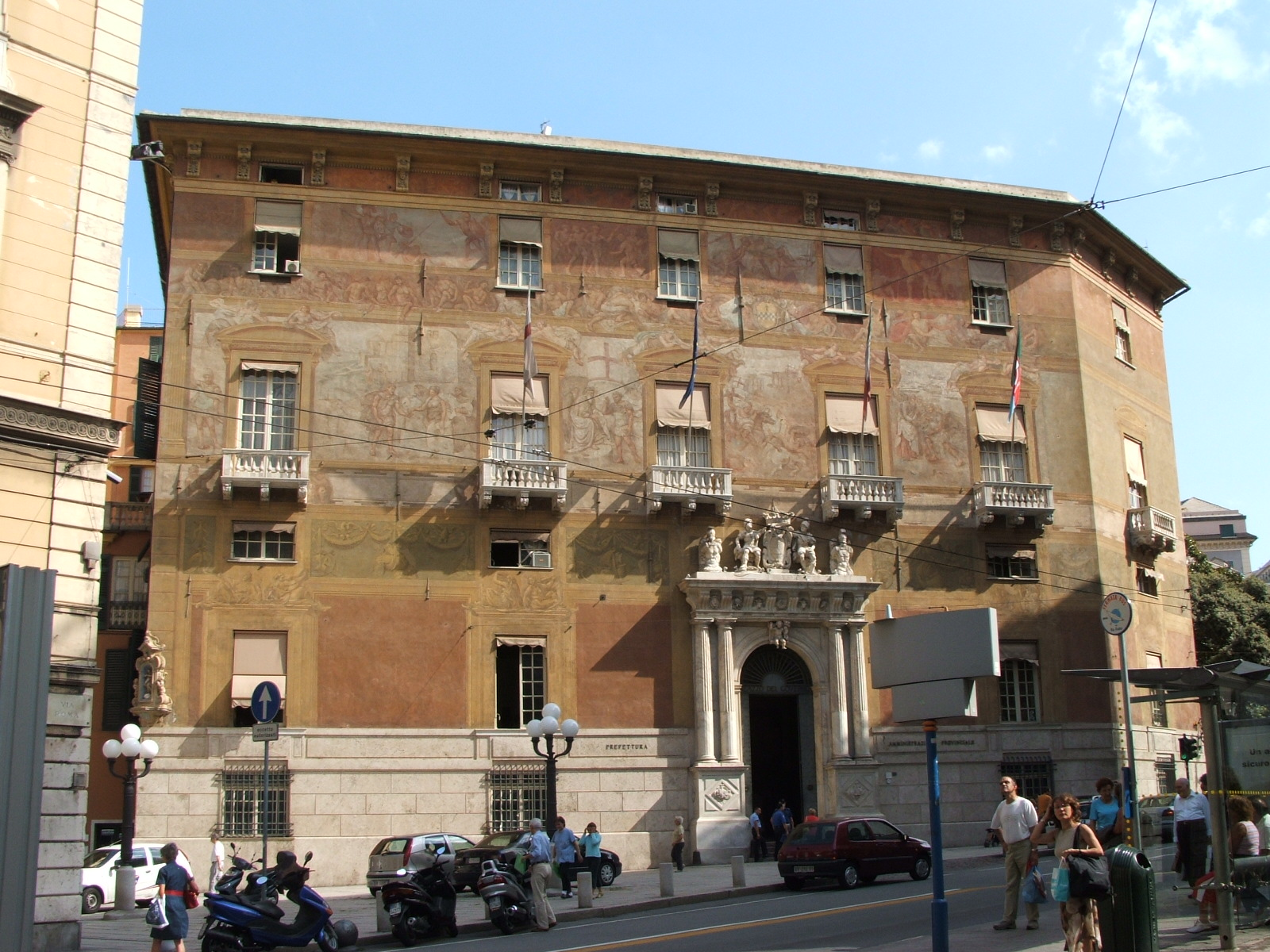
Palazzo Antonio Doria / Doria Spinola

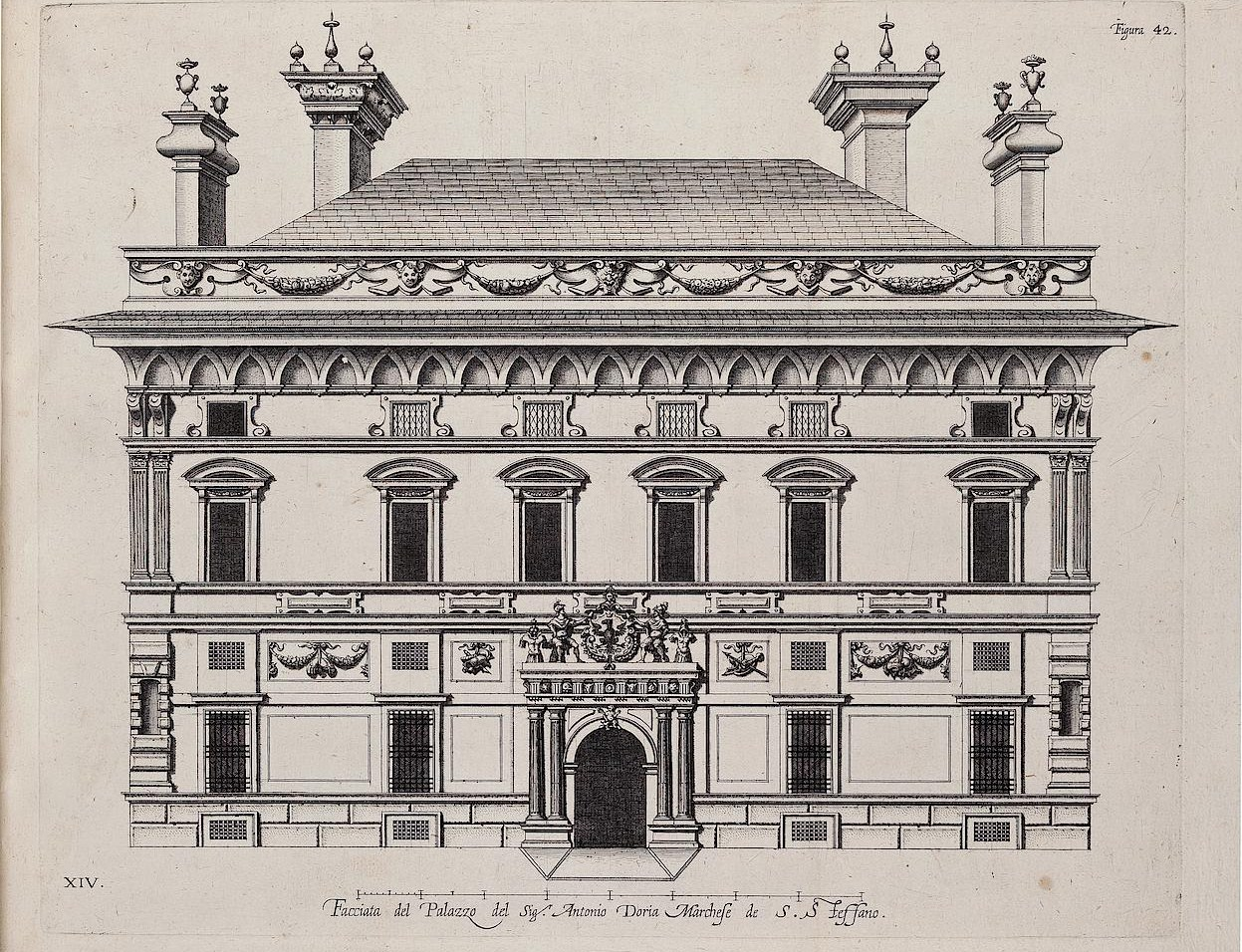
Historischer Aufriss nach Peter Paul Rubens

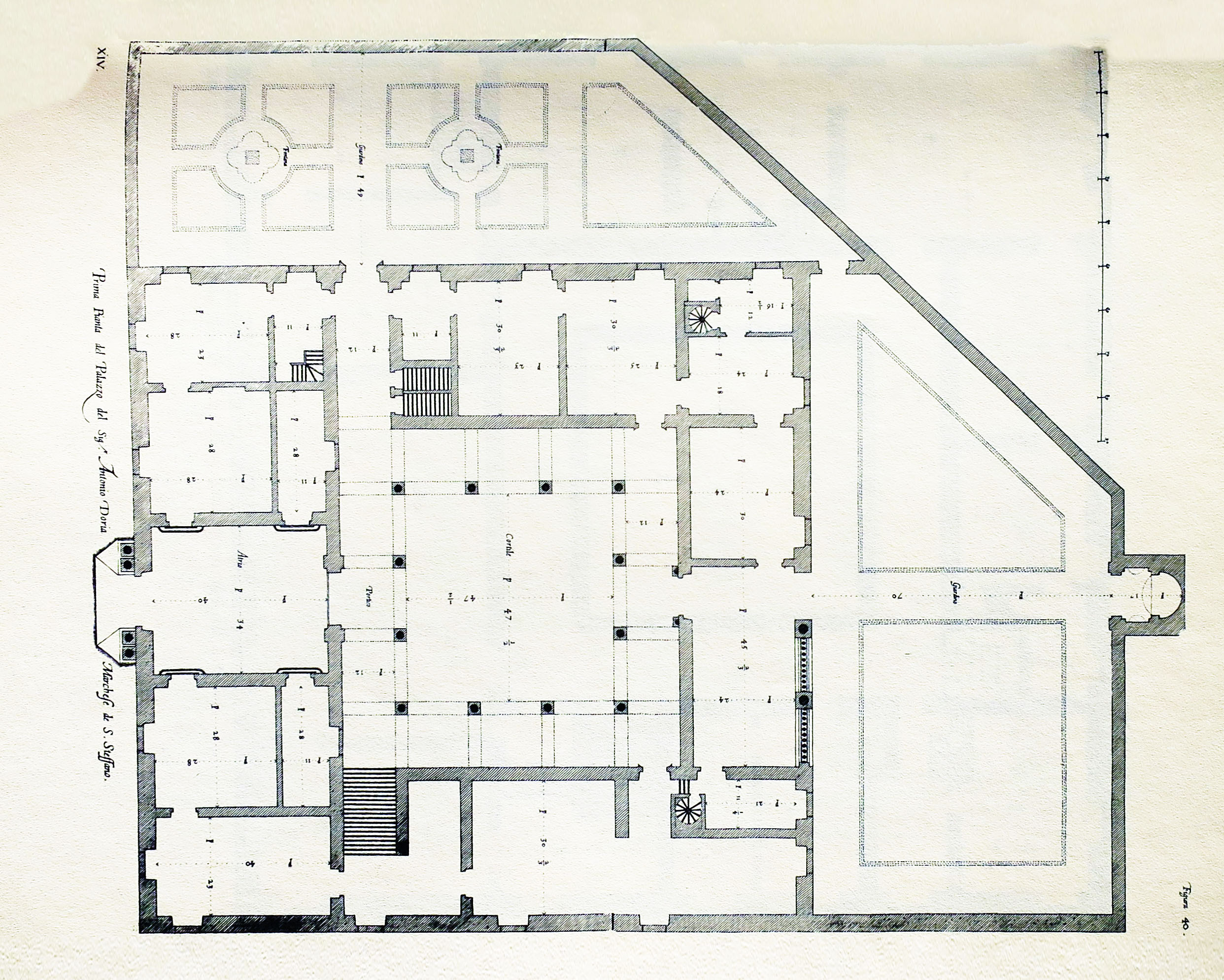
Erdgeschoss bei Rubens

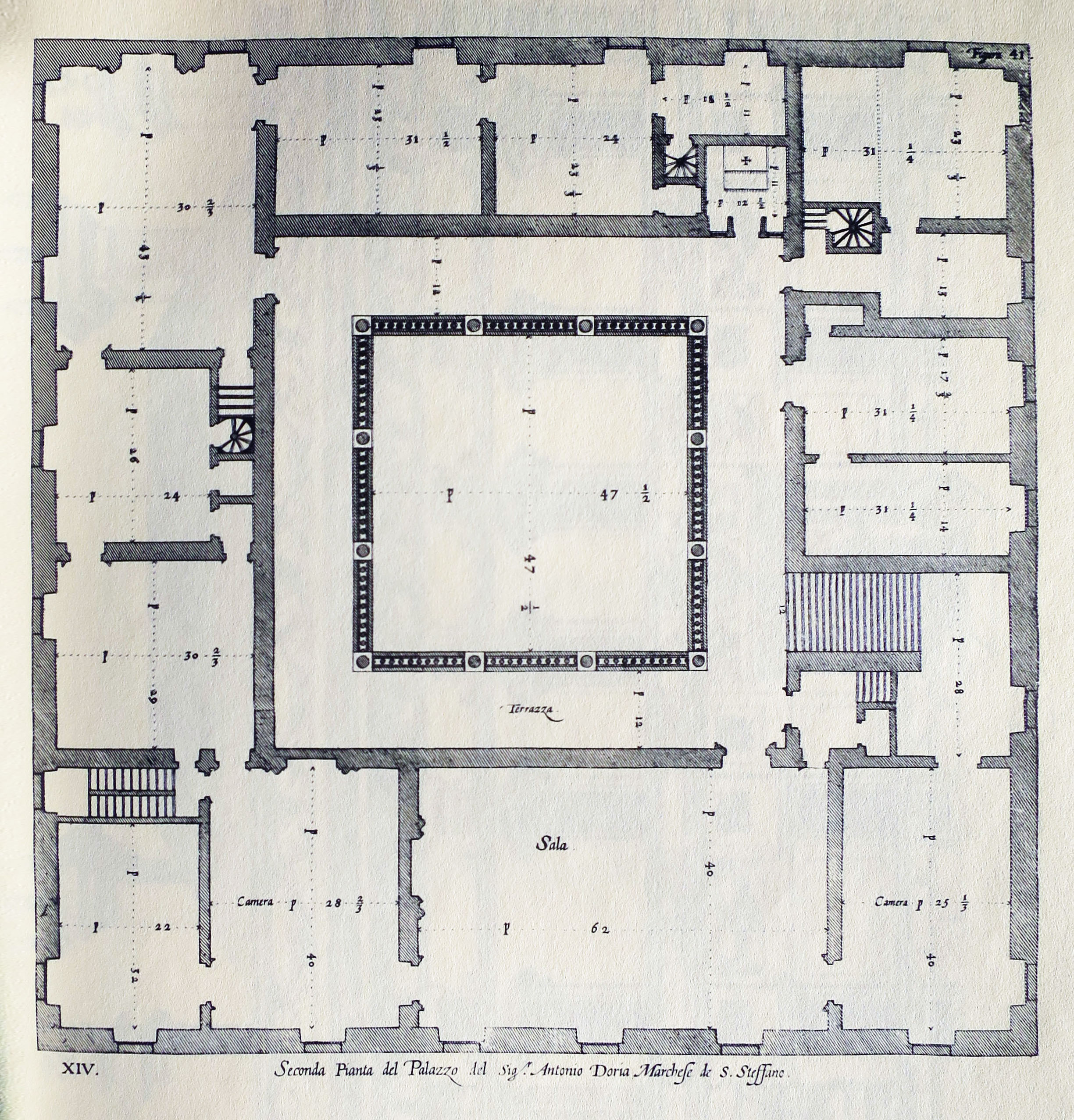
Obergeschoss bei Rubens

Der Palazzo Antonio Doria (heute auch: Palazzo Doria Spinola) ist ein Stadtpalast in Genua, der Teil des Welterbes der UNESCO „Genoa:  Le Strade Nuove and the system of the Palazzi dei Rolli“ (deutsch: Genua: Le Strade Nuove und die Palazzi dei Rolli) ist. Das Gebäude liegt in der Largo Lanfranco 1 und beherbergt heute die Präfektur der Metropolitanstadt Genua.

## Geschichte
Der Palazzo Antonio Doria wurde 1541–43 für den Admiral der päpstlichen Marine, Antonio Doria, Marchese von Santo Stefano d'Aveto, am Acquasola-Tor (auch: Porta di Santa Caterina) in Genua errichtet. Der Bauherr war ein Enkel von Andrea Doria. Als Architekt werden Giovanni Angelo Montorsoli, Giovanni Battista Castello, genannt Bergamasco, Bernerdino Cantone und weitere vermutet. Der ursprüngliche Grundriss ist nur noch durch die Veröffentlichung des Gebäudes in dem Werk von Peter Paul Rubens über die Genueser Stadtpaläste dokumentiert.
Als ein Palazzi dei Rolli war der Stadtpalast in den Rolli von 1588 bis 1614 in die erste Klasse der „bussoli“ eingestuft, 1664 dann in die dritte Klasse (zu den Einzelheiten vergleiche hier).
1624 ging das Gebäude an die Familie Spinola über. Nach 1624 fügte Bartolomeo Bianco an der Hauptfassade Balkone und Marmorbalustraden hinzu und baute eine Loggia im Osten an, die später von Andrea Ansaldo mit Fresken bemalt wurde. 1793–97 wurde der Palazzo aufgestockt, indem der Bereich unter dem Dach erhöht und ein neues Zwischengeschoss hinzugefügt wurde. Das Gebäude ging 1876 in den Besitz der Stadt Genua über. Die Anlage der Via Roma 1877 erforderte, die Ecke des Gebäudes an der Kreuzung mit der Salita Santa Caterina abzuschneiden und den Garten zu beseitigen. Dabei wurde auch die Gebäudehöhe verändert. Nach dem Verkauf des Bauwerks an die Provinz Genua 1879, der es auch heute noch gehört, wurde es mehrfach umgebaut, um es als Bürogebäude zu nutzen. 1938 wurde die Fassade restauriert.

## Beschreibung
Die Hauptfassade des Gebäudes war auf den Platz Largo Eros Lanfranco ausgerichtet. Das Marmorportal in der Mitte der Fassade wurde Ende des 16. Jahrhunderts hinzugefügt. Der Palazzo hatte im Piano nobile ursprünglich sechs Fensterachsen zur Straße hin, die durch den Umbau 1877 auf fünf Achsen und eine weitere an der dabei neu entstandenen Schrägseite reduziert sind. Die Fassade ruht auf einem Sockel aus großen Quadern, darüber ist sie verputzt und teilweise bemalt. Die ursprüngliche Dekoration stammt von 1541 bis 1543 und den Brüdern Panteo und Lazzaro Calvi (1512–1587) und umfasste unter anderem die „Triumphe der alten Römer“.
Das Innere des Palazzo Antonio Doria weist eine prunkvolle Ausstattung auf: ein Atrium, einem Hof, eine zweiläufige Prunktreppe in Seitenlage und im ersten Stock eine Säulengalerie, über die Repräsentationsräume an der Straßenseite des Gebäudes und die Wohnräume an dessen Rückseite erreicht werden. Der Innenhof hat einen quadratischen Grundriss. Eine doppelte Reihe von Loggien trägt eine elegante Stuckdekoration in der sich Atlanten mit weiblichen Masken abwechseln. Die Dekoration wurde Ende des 19. Jahrhunderts überarbeitet und 2002 restauriert. Der Überlieferung nach wird sie Taddeo Carlone zugeschrieben. An der malerischen Innenausstattung war ebenfalls die Calvi-Werkstatt beteiligt: Im Gewölbe des Vestibüls findet sich ein Fresko, das die Heldentaten des Antonio Doria darstellt von Marcantonio Calvi, Felice Calvi schmückte die Wände der oberen Loggia mit Stadtansichten. Weiter finden sich im Gebäude Darstellungen von „König Salomo und der Königin von Saba“ sowie aus der griechisch-römischen Mythologie und Episoden aus dem Trojanischen Krieg.